# 12-es busz (Székesfehérvár)
A székesfehérvári 12-es jelzésű autóbusz a Szedreskerti lakónegyed és a Sóstói bevásárlóközpont között közlekedik. Betétjárata 12A jelzéssel a Csapó utca végállomástól indul az Auchan irányába. A viszonylatot a Volánbusz üzemelteti.

## Története
Korábban csak az Őrhalmi-szőlőkig közlekedett szóló kocsikkal. 2002-ben meghosszabbították az Auchan áruházig, s mára fővonallá vált.

## Útvonala
| Sóstói bevásárlóközpont felé | Szedreskerti lakónegyed felé |
| --- | --- |
| Szedreskerti lakónegyed vá. – Ligetsor – Mészöly Géza utca – Palotai út – Piac tér – Vörösmarty tér – Széchenyi utca – Börgöndi út – Akácfa utca – Szárcsa utca – Sárkeresztúri út – Sóstói bevásárlóközpont vá. | Sóstói bevásárlóközpont vá. – Sárkeresztúri út – Szárcsa utca – Akácfa utca – Börgöndi út – Széchenyi utca – Vörösmarty tér – Piac tér – Palotai út – Mészöly Géza utca – Ligetsor – Szedreskerti lakónegyed vá. |

## Megállóhelyei
| 0  | Szedreskerti lakónegyed végállomás | 23 | 10, 11, 13, 14, 16 | Vörösmarty Mihály Általános Iskola, Bregyó-közi Ifjúsági- és Sportcentrum         |
| 1  | Liget sor                          | 22 | 10, 11, 13, 14, 16 | Vidámparki-tó                                                                     |
| ∫  | Uszoda                             | 21 | 10, 11, 13, 14, 16, 17, 30 | Csitáry G. Emil Uszoda és Strand                                                  |
| 3  | Szent Gellért utca                 | ∫  | 10, 14, 17, 30, 36, 37 8080, 8086 | Csitáry G. Emil Uszoda és Strand                                                  |
| 5  | György Oszkár tér                  | 18 | 10, 11, 13, 14, 17, 26, 26A, 26G, 27, 36, 37, 38 | Vasvári Pál Általános Iskola                                                      |
| 7  | Autóbusz-állomás                   | 16 | 10, 11, 11A, 12A, 12Y, 13, 13A, 13G, 13Y, 14, 14G, 15, 15Y, 26, 26A, 26G, 27, 36, 37, 38, 40, 41, 42, 43, 44 707, 718, 747, 748, 749, 750, 751, 757, 758, 759, 8000, 8001, 8002, 8010, 8011, 8013, 8030, 8032, 8033, 8035, 8037, 8039, 8040, 8046, 8047, 8048, 8049, 8050, 8055, 8060, 8062, 8065, 8066, 8067, 8068, 8069, 8070, 8078, 8080, 8086, 8090, 8092, 8093, 8095, 8096, 8097, 8098, 8099 1172, 1173, 1174, 1204, 1205, 1215, 1229, 1507, 1510, 1512, 1529, 1563, 1706, 1707, 1734, 1758, 1803, 1808, 1809, 1822, 1823, 1824, 1826, 1840, 1841, 1842, 1843, 1844, 1845, 1853 | Autóbusz-állomás, Alba Plaza, Belváros                                            |
| 9  | Református Általános Iskola        | 14 | 11, 11A, 11G, 12A, 12Y, 13, 13A, 13G, 13Y, 15, 15Y, 22, 23, 23E, 24, 25, 26, 26A, 36, 37, 38, 40, 41, 43, 44 | Református templom, Talentum Református Általános Iskola, József Attila Kollégium |
| 11 | Horvát István utca                 | 12 | 11, 11A, 11G, 12A, 12Y, 15, 15Y, 40, 41 8040, 8046, 8047, 8048, 8049 |                                                                                   |
| 13 | Széchenyi utca 113.                | 10 | 12A | Korona Zrt., Arzenál Szerszámáruház                                               |
| 14 | Sárkeresztúri út / Börgöndi út     | 9  | 12A | IKARUS Szerviz és Logisztikai Kft., PAKOLE Kft.                                   |
| 16 | Börgöndi út / Akácfa utca          | 7  | 12A | KNYKK-telephely                                                                   |
| 17 | Akácfa utca                        | 6  | 12A 8040, 8046, 8048, 8049 | Kékszakáll Panzió                                                                 |
| 19 | Juharfa utca                       | 4  | 12A, 15, 15Y | Fejérvíz Zrt.                                                                     |
| 20 | Domb utca                          | 3  | 12A, 15, 15Y |                                                                                   |
| 21 | Őrhalmi szőlők                     | 2  | 12A, 15, 15Y 8040, 8046, 8048, 8049 |                                                                                   |
| 23 | Sóstói bevásárlóközpont végállomás | 0  | 11A, 12A, 15 | Auchan                                                                            |